# Das Korsarenschiff
Das Korsarenschiff ist ein US-amerikanischer komödiantischer Abenteuerfilm des Regisseurs David Butler aus dem Jahr 1944, basierend auf einer Erzählung von Sy Bartlett. US-Premiere war am 17. November 1944, die Erstaufführung in Deutschland fand am 5. September 1952 statt.

## Handlung
Im 18. Jahrhundert treibt der berüchtigte Pirat The Hook (dt.: Haken) sein Unwesen. Den Namen trägt er, seitdem er eine Hand verloren hat und dafür einen Haken trägt. Hook vergräbt seinen Schatz, versteckt die Schatzkarte und plant, Prinzessin Margaret zu entführen. Margaret hat ihren Vater verlassen, um einen bürgerlichen Mann zu heiraten. Sie reist mit einem Schiff und sucht den Passagier in der Kajüte neben ihr auf. Der Mann ist ein Schauspieler, der sich Der Große Sylvester nennt. Margaret beklagt sich über den Lärm, den er bei seinen Proben verursacht. Sylvester, der Margaret nicht als Prinzessin erkennt, versucht sie mit kleinen Kostproben seiner Kunst zu beeindrucken. Als Hook das Schiff angreift, erweist er sich aber als Feigling. Er verkleidet sich als Zigeunerin und wird von den Piraten zusammen mit Margaret gefangen genommen. Sylvester steht unter dem Schutz des Schiffstätowierers Featherhead (Federkopf), der die vermeintliche Zigeunerin als Liebessklavin halten will. Als Sylvester sich ihm als Mann zu erkennen gibt, plant Featherhead, Hook zu betrügen. Er will die Schatzkarte stehlen, Sylvester soll den Schatz zu seinem Cousin auf einer nahen Insel schmuggeln.
Kurz bevor das Schiff ankert, lüftet Margaret Sylvester gegenüber ihre wahre Identität, doch Sylvester glaubt ihr nicht. Featherhead hat ein kleines Boot gefertigt, mit dem Sylvester und Margaret nach dem geglückten Diebstahl der Schatzkarte zu der Insel des Cousins segeln. Als sie nach tagelangem Segeln dort ankommen, wird ihnen mitgeteilt, der Cousin sei weg und würde in zwei Wochen wiederkehren. Sie müssen ein Zimmer mieten. Auf der Insel herrscht Mord und Totschlag. Sylvester versucht mit einer Kabarettaufführung etwas Geld zu verdienen, doch nur Margarets Attraktivität rettet sie davor, ermordet zu werden. Einer der Zuschauer, der Gouverneur La Roche, erkennt Margaret und lässt sie in seinen Palast bringen. Sylvester merkt nicht, dass die Entführung Margarets auf La Roches Befehl geschah. Er geht zu dem Gouverneur und bittet ihn um Hilfe. La Roche glaubt, Sylvester sei der Mann, wegen dessen Margaret weggelaufen ist, und sperrt ihn ein. Zwar werden die beiden gut behandelt, doch Margaret startet einen Hungerstreik.
Als an einem Morgen Sylvester mit La Roche frühstückt, erscheint Hook, La Roches heimlicher Partner, um zu beraten, wie man den Dieb der Schatzkarte finden und töten kann. Sylvester eilt zu seinem Zimmer, um die Karte zu vernichten. Featherhead hat sich in den Palast geschlichen und kommt aus seinem Versteck, unter Sylvesters Bett, hervor. Er schlägt Sylvester nieder und tätowiert die Karte auf dessen Brust. Am Abend geht Sylvester mit La Roche und Hook schwimmen. Er entdeckt die Karte auf seiner Brust, kann sie vor den beiden jedoch nicht verstecken. Er schlägt Hook k.o., holt sich dessen Kleider und geht, als Hook verkleidet, an Bord des Piratenschiffes. Hook erwacht, geht an Bord und stellt Sylvester unter Deck. Margaret ist ebenfalls an Bord und versucht, den vermeintlichen Piraten zu erschießen. Doch in diesem Augenblick trifft ihr Vater mit seinen Truppen ein und befreit seine Tochter und Sylvester. Sylvester glaubt, Margaret würde sich ihm zuwenden, doch zu seiner Überraschung fällt sie einem der Soldaten (gespielt von Bing Crosby) in die Arme.

## Kritiken
„Einfallsreicher Ulk, der die zeitgenössischen amerikanischen Piratenfilme treffend persifliert. Obgleich leicht angestaubt, immer noch unterhaltsam.“

„Angsthase Bob Hope und Königstochter Virginia Mayo müssen sich gegen Piraten (u. a. Walter Brennan) und böse Potentaten zur Wehr setzen. Immer noch voll komisch.“

## Auszeichnungen
Oscarverleihung 1945
- Nominierung in der Kategorie Beste Ausstattung (Farbe) für Ernst Fegté und Howard Bristol
- Nominierung in der Kategorie Filmmusik für David Rose

## Hintergrund
Der Film hatte ein Budget von ca. 2 Millionen US-Dollar.
Am Drehbuch wirkten, im Abspann ungenannt, das bekannte Regie-Duo Melvin Frank und Norman Panama mit. Art-Director des Films war der in Hamburg geborene Ernst Fegté.
Für Virginia Mayo war es im fünften Film die erste Hauptrolle. Bing Crosby hat an Bord des königlichen Schiffes einen Cameo-Auftritt. Bob Hope wurde von Paramount Pictures für ca. 133.500 US-Dollar „ausgeliehen“. 12 Wochen arbeitete er für Samuel Goldwyn. Neben diesem Film spielte er auch in dem Musical They Got Me Covered, ebenfalls unter der Regie von David Butler, mit.